# Coptis aspleniifolia
Coptis aspleniifolia är en ranunkelväxtart som beskrevs av Richard Anthony Salisbury. Coptis aspleniifolia ingår i släktet Coptis och familjen ranunkelväxter. Inga underarter finns listade i Catalogue of Life.